# Пчеловодное (посёлок станции)
Пчелово́дное — поселок железнодорожной станции в городском округе Кашира Московской области России.

## География
Находится в южной части Московской области на расстоянии приблизительно 19 км на юг по прямой от железнодорожной станции Кашира.

## История
Был образован после 1900 года при станции Пчеловодное участка «Ожерелье-Узловая» Московской железной дороги. До 2015 года входил в состав сельского поселения Домнинского Каширского района.

## Население
Постоянное население составляло 21 человек в 2002 году (русские 100 %), 59 в 2010.